# Ben (pel·lícula)
Ben és una pel·lícula de terror estatunidenca dirigida per Phil Karlson estrenada el 1972.
És la continuació de la pel·lícula Willard, estrenada el 1972.

## Argument
Un detectiu del departament de policía investiga l'estranya mort d'un home anomenat Willard (personatge principal de la pel·lícula Willard, 1971), en investigar s'adona que Willard va ser assassinat per una banda de rates assassines.
Tanmateix l'eixam de rates es posa cada vegada més violent fins que són gairebé totes exterminades, però Ben sobreviu.

## Tema de la pel·lícula
La pel·lícula Ben  és recordada per la seva cançó principal, interpretada per Michael Jackson en la seva joventut; la cançó va ser reeixida i va rebre una nominació a l'Oscar a la millor cançó original, entre d'altres.
El tema de la cançó és suau i va ser un dels primers èxits de Michael Jackson en solitari, i és curiós que un tema tan tranquil sigui el tema principal d'una pel·lícula de terror.

## Repartiment
- Lee Montgomery: David Garrison
- Joseph Campanella: Cliff Kirtland
- Arthur O'Connell: Bill Hatfield
- Rosemary Murphy: Beth Garrison

## Banda original
- La cançó Ben de Michael Jackson utilitzada en aquesta pel·lícula és el seu primer single sol, formant part del seu àlbum homònim estrenada el mateix any.